# Науруская конгрегационалистская церковь

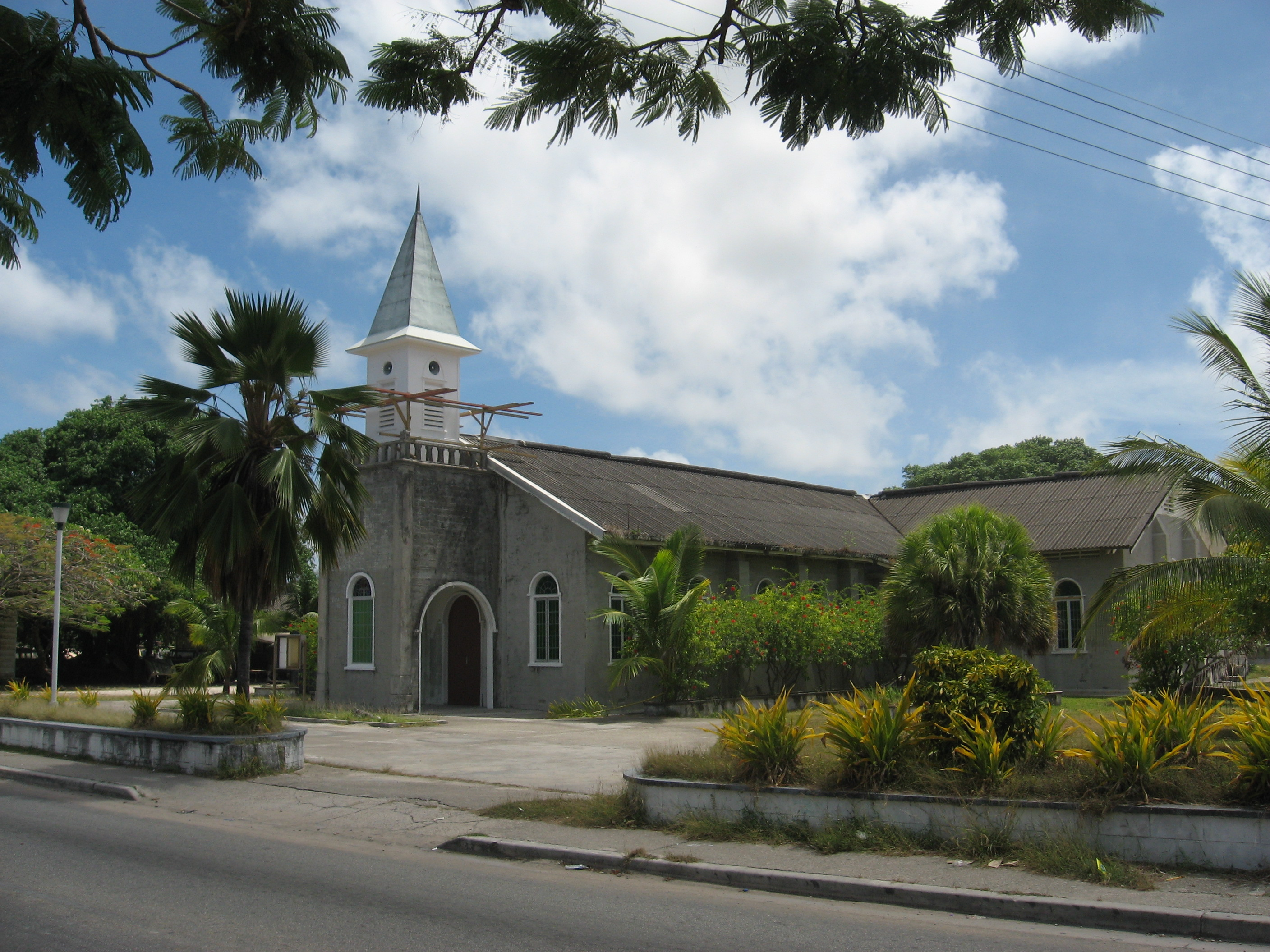
Здание протестантской церкви на Науру

Науруская конгрегационалистская церковь (англ. Nauru Congregational Church) — науруская протестантская церковь. Первая по числу последователей церковь на Науру. Она также объединяет самое большое число протестантов в стране. Относится к реформатским (или кальвинистским) церквям и входит во Всемирное общество реформатских церквей.
Науруская конгрегационалистская церковь основывается на вере в Бога и Иисуса, а также на свидетельствах, сохранённых в Библии, с учётом протестантской реформы, общественных наук и современного контекста. Но при этом её религиозные христианские обряды, интерпретация Библии и понимание Бога отличаются от взглядов других церквей. Иерархии в этой церкви нет: ссылаясь на пример первых христианских общин, они не признавали между мирянами и духовенством той разницы, какую признавали другие церкви. Священнослужители избираются поместной церковью (конгрегацией).
По разным данным количество её членов составляет от 35,71 % до 60 % населения Науру. На острове существует 7 церковных конгрегаций возглавляемых дьяконами. Бывший президент Науру Рене Харрис служил генеральным секретарем церкви.
У Науруской конгрегационалистской церкви есть церковные комитеты, в том числе, которые работают с государственным отделом социального обеспечения. Также эти комитеты рассматривают вопросы жилищного строительства, образования, здравоохранения и государственной службы. Церковь также играет важную роль в передаче традиционных навыков искусства и ремесла народов Науру.